# Dzierżążno Małe
Dzierżążno Małe – wieś w Polsce położona w województwie wielkopolskim, w powiecie czarnkowsko-trzcianeckim, w gminie Wieleń.
W latach 1975–1998 miejscowość administracyjnie należała do województwa pilskiego. We wsi drewniany kościół z 1600 roku.